# Brad Lyons
Bradley „Brad“ Lyons (* 26. Mai 1997 in Ballymoney) ist ein nordirischer Fußballspieler, der bei den FC Kilmarnock unter Vertrag steht.

## Karriere
Brad Lyons wurde im nordirischen Ballymoney, etwa 10 Kilometer südöstlich von Coleraine geboren. Beim Coleraine FC spielte Lyons ab 2014 in der NIFL Premiership. In der Saison 2017/18 wurde er mit dem Verein Vizemeister in Nordirland hinter dem Crusaders FC. Im gleichen Jahr gewann er den Irish Cup im Finale gegen den Cliftonville FC. Für den Verein absolvierte er 94 Ligaspiele und erzielte dabei 17 Tore. Im September 2018 wurde Lyons an den englischen Zweitligisten Blackburn Rovers verliehen. Dort kam er jedoch nicht in der Profimannschaft zum Einsatz, sondern in der U23. Nachdem er bis Januar 2019 an die Rovers verliehen war, verpflichtete der Verein ihn fest. Kurz darauf wurde Lyons an den schottischen Erstligisten FC St. Mirren verliehen.